# 830 (číslo)
Osm set třicet je přirozené číslo, které následuje po čísle osm set dvacet devět a předchází číslu osm set třicet jedna. Římskými číslicemi se zapisuje DCCCXXX.

## Matematika
830 je:
- Deficientní číslo
- Nešťastné číslo
- Nepříznivé číslo
- Součet čtyř po sobě jdoucích prvočísel (197 + 199 + 211 + 223)

## Astronomie
- (830) Petropolitana je planetka hlavního pásu, kterou objevil v roce 1916 Grigory Neujmin

## Roky
- 830
- 830 př. n. l.